# Ata Inia
Ata Jesse Inia (* 25. April 2000 in Melbourne) ist ein australisch-tongaischer Fußballspieler.

## Karriere
Ata Inia erlernte das Fußballspielen in der Jugendmannschaft des Werribee City FC im australischen Werribee. Von 2018 bis 2020 spielte er in Australien bei den Melbourne Knights und dem Caroline Springs George Cross FC. Im Dezember 2020 ging er nach Kambodscha, wo er einen Vertrag beim Erstligisten Angkor Tiger  in Siem Reap unterschrieb. 2022 zog es ihn nach Thailand. Hier nahm ihn der Drittligist Trang FC unter Vertrag. Mit dem Verein aus Trang spielte er in der Southern Region der Liga. Wp er von Juni 2022 bis Dezember 2023 spielte, ist unbekannt. Im Januar 2023 verpflichtete ihn der in der Eastern Region spielende Navy FC. Für den Verein aus Sattahip absolvierte er acht Ligaspiele. Zu Beginn der Saison 2023/24 unterschrieb er einen Vertrag beim Zweitligisten Chainat Hornbill FC. Sein Zweitligadebüt gab er am 13. August 2023 (1. Spieltag) im Auswärtsspiel gegen den Krabi FC. Bei dem 0:0-Unentschieden stand er in der Startelf und spielte die kompletten 90 Minuten. In der Hinrunde 2023/24 bestritt er 16 Ligaspielen für den Verein aus Chainat. Im Januar 2024 wechselte er zum ebenfalls in der zweiten Liga spielenden Phrae United FC. Mit dem Verein aus Phrae spielte er 13-mal in der Liga. Im Juli 2024 nahm ihn der ebenfalls in der zweiten Liga spielenden Chanthaburi FC unter Vertrag. Für den Verein aus Chanthaburi bestritt er 16 Ligaspiele. Hierbei erzielte er zwei Treffer. Anfang Januar 2025 wechselte er zum ebenfalls in der zweiten Liga spielenden Sisaket United FC. Für den Zweitligisten aus Sisaket bestritt er 15 Ligaspiele. Anfang Juli 2025 ging er nach Australien. Hier schloss er sich in Melbourne den in der Victorian Premier League spielenden Melbourne Knights an. Nach nur vier Ligaspielen, in denen er einen Treffer erzielte, kehrte er Mitte August 2025 wieder nach Thailand zurück. Hier nahm ihn der in der Hauptstadt Bangkok beheimatete Zweitligist Bangkok FC unter Vertrag.